# Totaler Fußball
Totaler Fußball ist ein Spielsystem im Fußball, bei dem auf jeder Position, die zuvor von einem Spieler verlassen wurde, ein anderer nachrückt. Dies führt dazu, dass alle zehn Feldspieler zusammen angreifen und alle zehn Feldspieler zusammen verteidigen. Kein Spieler muss auf seiner Anfangsposition bleiben, jeder kann nacheinander Stürmer, Mittelfeldspieler oder Verteidiger sein. Das System erfordert von den Spielern ein hohes Taktikverständnis, um die entstehenden Lücken schnell zu füllen – im besten Fall kann jeder Spieler auf jeder Position spielen. Außerdem wird den Spielern eine herausragende Technik und körperliche Leistungsfähigkeit abverlangt.
Der Begriff Totaler Fußball wird im weiteren Sinne dazu verwendet, das effektive, dominierende Spiel der Niederländischen Nationalmannschaft um die beiden Spieler Johan Cruyff und Ruud Krol in den 1970er Jahren zu bezeichnen. Der taktische Gegenpart zum Totalen Fußball ist der italienische Catenaccio.

## Geschichte
Der Grundstein dieses Systems wurde von Jack Reynolds gelegt, der von 1915 bis 1949 Trainer bei Ajax Amsterdam war. Beim Training stand die Arbeit mit dem Ball im Mittelpunkt. Rinus Michels, der früher unter Reynolds gespielt hatte und später Trainer von Ajax und der niederländischen Nationalmannschaft wurde, definierte dieses Spielkonzept, das heute als „Totaler Fußball“ (niederländisch „Totaalvoetbal“) bekannt ist, neu, um es bei Ajax Amsterdam und in der Nationalmannschaft in den 1970ern anzuwenden. Nachdem Michels zum FC Barcelona gewechselt war, verfeinerte Ștefan Kovács bei Ajax das System ein weiteres Mal. Der niederländische Stürmer Johan Cruyff wurde durch diese Spielweise bekannt.
Obwohl Cruyff in der Sturmspitze spielte, tauchte er überall auf dem Spielfeld auf, um das gegnerische Spielsystem zu stören, was in der dynamischen Spielweise des Totalen Fußballs ausgenutzt werden konnte. Seine Mannschaftskameraden richteten sich nach Cruyffs Laufwegen, um entstehende Löcher zu füllen, sodass jede taktische Position zu jedem Zeitpunkt besetzt war – aber nicht immer von derselben Person. „Ziel war es, den Platz bei Ballbesitz in seiner ganzen Breite zu nutzen […] bzw. den Raum bei gegnerischem Ballbesitz eng zu machen.“
Die wichtigsten Voraussetzungen, die eine Mannschaft benötigte, um mit dieser Taktik effektiv spielen zu können, waren Geschwindigkeit und die Fähigkeit, das Spiel zu beschleunigen. Ajax-Verteidiger Barry Hulshoff stellt dar, wie der Verein 1971, 1972 und 1973 mit dieser Spielweise dreimal in Folge den Europapokal der Landesmeister gewinnen konnte: „Wir diskutierten nur über Geschwindigkeit. Johan Cruyff redete stets davon, wohin die Spieler laufen, wo sie stehen und wann sie sich nicht bewegen sollten.“ Ajax spielte Pressing, was eine optimale Fitness erforderte. Durch kurze Pässe sollte das Mittelfeld schnell überbrückt werden. Alle Mannschaften innerhalb des Vereins folgten der gleichen Philosophie.
Den konstanten Positionswechsel der Spieler, der typisch für den Totalen Fußball ist, gab es wegen der Größe des Spielfeldes. „Es ging um das Erzeugen von Geschwindigkeit, das Erreichen von Geschwindigkeit, das Organisieren von Geschwindigkeit – wie Architektur auf dem Fußballfeld“, erklärt Hulshoff. Die Taktik entwickelte sich evolutionär weiter und war stets das Produkt der Zusammenarbeit der Spieler, basierte niemals auf der alleinigen Arbeit von Michels, seinem Nachfolger Kovacs oder von Cruyff. Cruyff fasste sein Verständnis vom Totalen Fußball so zusammen: „Der einfache Fußball ist der schönste. Aber einfacher Fußball ist zugleich auch am schwersten.“
Das Finale des Europapokals der Landesmeister 1972 zeigt den Höhepunkt des Totalen Fußballs. Nach dem 2:0-Sieg von Ajax Amsterdam gegen Inter Mailand schrieben die Zeitungen in ganz Europa vom „Tod des Catenaccio und Triumph des Totalen Fußballs“. Die niederländische Tageszeitung Algemeen Dagblad titelte: „Inters System vernichtet. Die Zeit des defensiven Fußballs ist vorüber.“
Michels wurde Bondscoach vor der Fußball-Weltmeisterschaft 1974, die Nationalmannschaft bestand zum Großteil aus Spielern von Ajax Amsterdam und Feyenoord Rotterdam, aber auch der unbekannte und mit dem Totalen Fußball nicht vertraute Rob Rensenbrink, der vor allem im Nachbarland Belgien gespielt hatte, war dabei und fügte sich harmonisch in das System ein. Die Mannschaft der Niederlande konnte in der Zwischenrunde nacheinander Argentinien (4:0), die DDR (2:0) und Brasilien (2:0) besiegen, bevor sie im Finale auf den Gastgeber Deutschland traf.
Das Finale der Weltmeisterschaft 1974 wird oft als Kampf zwischen „Totalem Fußball“ und „Totaler Disziplin“ bezeichnet. Cruyff spielte den Ball an, und dieser kam über 13 Stationen innerhalb der holländischen Mannschaft wieder zu Cruyff zurück, der sich der Manndeckung durch Berti Vogts entzog und erst von Uli Hoeneß mit einem Foul knapp außerhalb des deutschen Strafraums gestoppt werden konnte. Johan Neeskens verwandelte den umstrittenen Strafstoß, Holland führte nach 80 gespielten Sekunden 1:0, die Deutschen hatten keine einzige Ballberührung. In der zweiten Halbzeit wurden Cruyffs Versuche der Spielgestaltung durch Berti Vogts’ Manndeckung im Keim erstickt. Das dominierende deutsche Mittelfeld mit Franz Beckenbauer, Uli Hoeneß und Wolfgang Overath war die Basis für den 2:1-Sieg Deutschlands.
Manchmal wird auch das vom Pech verfolgte „Wunderteam“ Österreichs aus den 1930ern als die erste Mannschaft, die den Totalen Fußball praktizierte, bezeichnet. Es ist kein Zufall, dass Ernst Happel, ein talentierter österreichischer Spieler der 1940er und 1950er, in den späten 1960ern und frühen 1970ern in den Niederlanden als Trainer tätig war. Bei ADO Den Haag und Feyenoord Rotterdam vermittelte er eine revolutionär neue, mutige Spielweise, die es so in den Niederlanden noch nicht gab. Happel war bei der Fußball-Weltmeisterschaft 1978, die die Niederlande erneut als Vizeweltmeister beendete, Bondscoach.
Auch Ferenc Puskás, Star der legendären ungarischen „goldenen Elf“, die zwischen 1950 und 1954 den Weltfußball dominierte, bezeichnet das damalige ungarische Spielkonzept als „totalen Fußball“.
Da das Spiel vor allem in den 1980er Jahren athletischer und taktikorientierter wurde, war die große Zeit des Totalen Fußballs weitestgehend vorbei. Schnellen Kontern und ballsicheren Viererketten war die lauf- und raumorientierte Taktik kaum gewachsen. Das System baute auf dem Prinzip auf, den Libero als freien Verteidiger hinter oder vor der Abwehr aus dem Spiel zu nehmen. Sobald eine Mannschaft über wenige Anspielstationen im Gegenzug zielorientiert Flanken über die Außenbahnen einbrachte, entstanden immer wieder Lücken auf den zentralen Positionen. Die gewonnenen Freiräume für die gegnerische Mannschaft hoben den Vorteil der geschlossenen Offensive auf, vor allem im späteren Verlauf eines Spiels, wenn durch nachlassende Konzentration oder Kondition Lücken entstanden. Die deutsche Fußballnationalmannschaft nutzte dies im Finale der Weltmeisterschaft 1974 dementsprechend aus. In den 1990er Jahren erlebte der Totale Fußball ein kurzes Comeback bei Arsenal London unter Trainer Arsène Wenger. Dies war aber eher eine bewusste, zeitweilige taktische Finte als eine dauerhafte Strategie.

## Bekannte Mannschaften
Sowohl nationale Fußballvereine als auch Fußballnationalmannschaften praktizierten den Totalen Fußball.
Die niederländische sowie die österreichische Fußballnationalmannschaft spielten nach diesem System auf internationaler Ebene.
Auf nationaler Ebene kam die Strategie des Totalen Fußballs bei Ajax Amsterdam, FC Barcelona, FC Bayern München, Galatasaray Istanbul sowie Arsenal London zur Anwendung. Geprägt durch Frank Rijkaard, wiederum einen Niederländer, und seinen Nachfolger Pep Guardiola wird der Totale Fußball auch seit den 2000er Jahren wieder vom FC Barcelona und in der Folge auch von der spanischen Nationalmannschaft praktiziert, wobei sich dafür der moderne Begriff Tiki-Taka herausgebildet hat.